# Студенка (приток Добши)
Студенка — река в России, протекает в Торопецком районе Тверской области. Река вытекает из озера Коменское и течёт на запад. Устье реки находится в 15 км по правому берегу реки Добша. Длина реки составляет 25 км.
У истока река протекает по территории Подгородненского сельского поселения. Здесь на берегу стоит деревня Петраки. Ниже по берегам реки стоят деревни Скворцовского сельского поселения: Голубево, Тюшено(исключена из списка в 1998 году), Сергеевское.

## Данные водного реестра
По данным государственного водного реестра России относится к Балтийскому бассейновому округу, водохозяйственный участок реки — Ловать и Пола, речной подбассейн реки — Волхов. Относится к речному бассейну реки Нева (включая бассейны рек Онежского и Ладожского озера).
Код объекта в государственном водном реестре — 01040200312102000023315.